# جون كريستوفر براشاو
جون كريستوفر براشاو (بالإنجليزية: John Christopher Bradshaw)‏ هو موزع نيوزيلندي، ولد في 23 يونيو 1876، وتوفي في 16 يناير 1950.